# University Park (Florida)
University Park war ein census-designated place (CDP) im Miami-Dade County im US-Bundesstaat Florida. Wurden im Jahr 2010 noch 26.995 Einwohner gezählt, so ging der Ort im Zuge des Census 2020 im östlich gelegenen CDP Westchester auf.

## Geographie
University Park grenzte im Norden direkt an die Stadt Sweetwater und lag etwa 10 km westlich von Miami. Der CDP wurde vom Tamiami Trail (U.S. 41, SR 90) sowie den Florida State Roads 821 (Homestead Extension of Florida’s Turnpike, mautpflichtig), 976 und 985 durchquert bzw. tangiert.
Im Gebiet des ehemaligen University Park befindet sich der Campus der Florida International University (FIU), das Frost Art Museum, der Sitz des National Hurricane Center sowie das FIU Stadium, das FIU Baseball Stadium und die Mehrzweckhalle FIU Arena.

## Demographische Daten
Laut der Volkszählung 2010 verteilten sich die damaligen 26.995 Einwohner auf 8.141 Haushalte. Die Bevölkerungsdichte lag bei 2.571,0 Einw./km². 90,2 % der Bevölkerung bezeichneten sich als Weiße, 4,5 % als Afroamerikaner, 0,1 % als Indianer und 1,9 % als Asian Americans. 1,7 % gaben die Angehörigkeit zu einer anderen Ethnie und 1,6 % zu mehreren Ethnien an. 85,0 % der Bevölkerung bestand aus Hispanics oder Latinos.
Im Jahr 2010 lebten in 31,5 % aller Haushalte Kinder unter 18 Jahren sowie 45,7 % aller Haushalte Personen mit mindestens 65 Jahren. 76,8 % der Haushalte waren Familienhaushalte (bestehend aus verheirateten Paaren mit oder ohne Nachkommen bzw. einem Elternteil mit Nachkomme). Die durchschnittliche Größe eines Haushalts lag bei 2,99 Personen und die durchschnittliche Familiengröße bei 3,28 Personen.
20,7 % der Bevölkerung waren jünger als 20 Jahre, 28,8 % waren 20 bis 39 Jahre alt, 25,0 % waren 40 bis 59 Jahre alt und 25,5 % waren mindestens 60 Jahre alt. Das mittlere Alter betrug 41 Jahre. 46,8 % der Bevölkerung waren männlich und 53,2 % weiblich.
Das durchschnittliche Jahreseinkommen lag bei 43.516 $, dabei lebten 18,1 % der Bevölkerung unter der Armutsgrenze.
Im Jahr 2000 war Englisch die Muttersprache von 12,07 % der Bevölkerung, spanisch sprachen 86,45 % und 1,48 % hatten eine andere Muttersprache.